# Série internationale

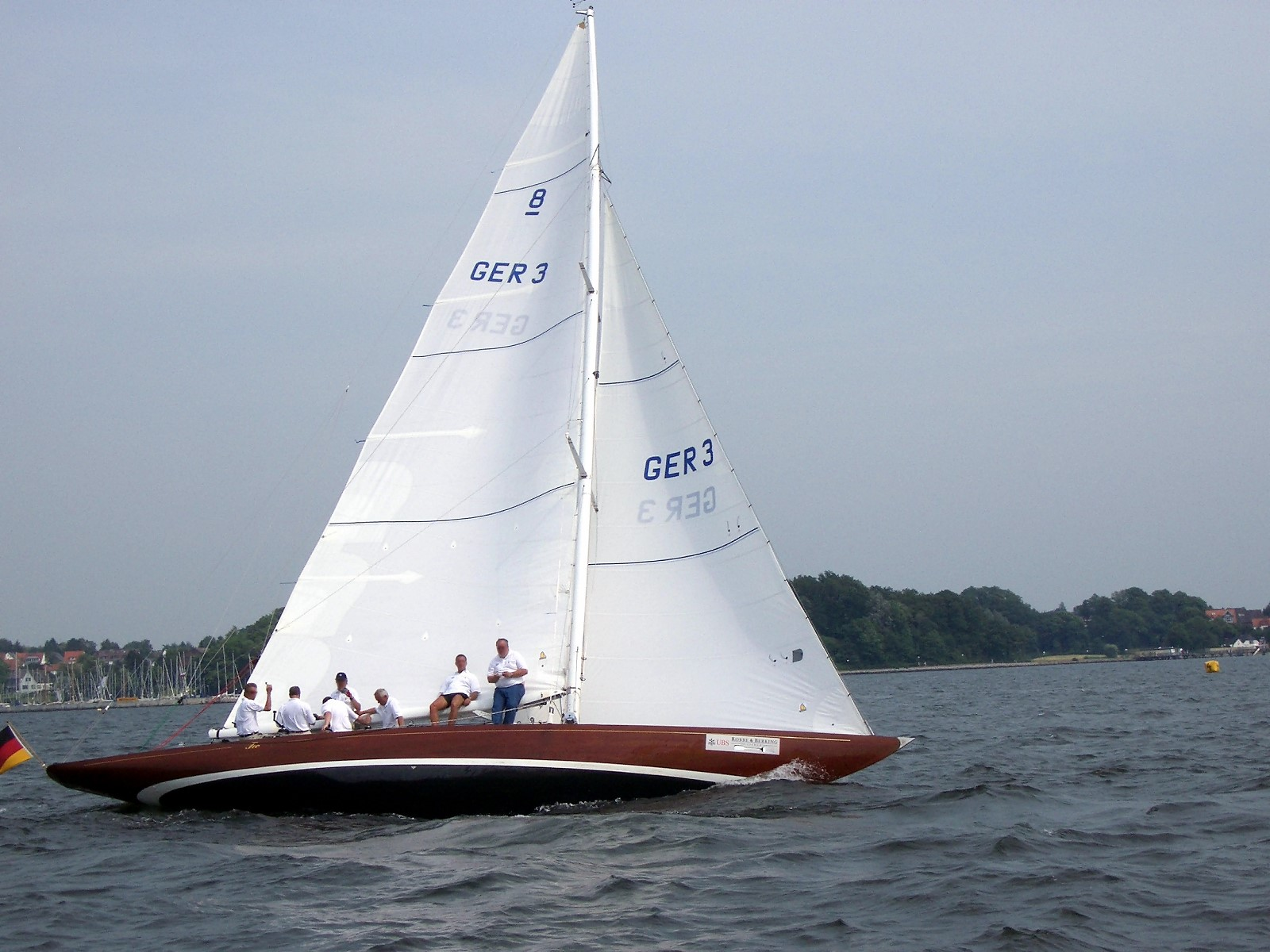
Un 8 m Jauge internationale. Une des plus anciennes classes de voiliers ayant bénéficié de la normalisation de la Metre rule en 1907.

Les séries internationales ou classes internationales de voiliers sont des classes de voiliers dont l'association des propriétaires est officiellement enregistrée par l'ISAF (Fédération internationale de voile), organisme qui régit les activités nautiques internationales de compétitions à voile.

## Les agréments de l'ISAF pour les séries internationales
Que ce soit pour des bateaux monotypes, fabriqués en série, ou pour des bateaux définis suivant des règles de jauge, L'ISAF distingue deux statuts pour ces séries ou classes internationales : International Class et Recognized Class. Ces qualifications ne sont obtenues que si les associations de classes remplissent les critères de diffusion internationale, de règles de jauge, de règles de fonctionnement et de statuts en conformité avec les règlements de l'ISAF.
Un statut particulier est accessible aux vieux gréements : un label ISAF Classic Yacht Class peut être obtenu pour des voiliers pouvant justifier d'une activité de compétitions internationales avant 1966.
Les critères d'obtention des labels de l'ISAF s'étendent aux bateaux destinés à la voile handisport et au modélisme naval radiocommandé.

## Différences entreInternational ClassetRecognized Class
Pour être agréée  International Class, ou classe internationale ISAF, une classe, une série, représentée par une association doit, entre autres, pouvoir justifier d'une activité effective de compétition confirmée par six autorités nationales (fédérations sportives nationales gérant la voile de compétition) membres de l'ISAF (Member National Authorities), sur au moins trois continents parmi l'Europe, l'Amérique du Nord, l'Amérique du Sud, l'Asie, l'Afrique et l'Océanie.
Pour être agréée  Recognized Class, ou classe reconnue par l'ISAF, une classe, une série, représentée par une association doit, entre autres, pouvoir justifier d'une activité effective de compétition confirmée par quatre autorités nationales membres de l'ISAF, sur au moins deux continents. 
Le nombre minimum de bateaux enregistrés est inférieur à celui des prétendants à la classe internationale mais un minimum mondial est imposé.
Pour plus de détails, consulter le règlement de l'ISAF.

## Liste des bateaux de série internationale
La palette ci-dessous donne la liste des voiliers agréés par l'ISAF comme séries internationales, sans préciser s'ils sont International Class ou Recognized Class, hors modèles radiocommandés.
Les bateaux olympiques ou paralympiques ne sont pas forcément des bateaux ayant obtenu préalablement l'agrément de l'ISAF comme série internationale. 
Ils sont parfois le résultat de concours de plans ou de choix parmi les bateaux nationaux réalisés par les pays organisateurs des Jeux olympiques avec l'accord du Comité international olympique et de l'ISAF. L'Olympia Jolle ou le Firefly en sont des exemples.
Ils peuvent être aussi être le choix de l'ISAF pour d'autres motifs, à la majorité des votes du comité responsable, comme pour l'Elliott 6m.